# Plicní tepna
Plicní tepny (arteriae pulmonales) jsou párové cévy, které u plazů, ptáků a savců vychází z plicního kmene (truncus pulmonalis) a vedou do plic odkysličenou krev. Plicní tepny se nicméně v určité podobě vyskytují i u dvojdyšných ryb (které jsou schopné dýchat vzdušný kyslík) a rovněž u obojživelníků. Obojživelníci nemají plicnici (samostatný vývod krve ze srdce do plic) a jejich plicní tepna (společně s pulmokutánní tepnou) vystupuje až z ventrální aorty.
Lidská pravá plicní tepna (a. pulmonalis dextra) je delší a směřuje (za vzestupnou aortou a za horní dutou žilou) do hilu pravé plíce. Dělí se na horní větev pro horní a střední lalok plíce a dolní větev pro dolní lalok pravé plíce. Levá plicní tepna (a. pulmonalis sinistra) to má k přilehlé plíci blíže a je proto kratší, větví se obdobně.